# Вожделение (фильм)
«Вожделе́ние» (англ. Lust, Caution, кит. упр. 色，戒, пиньинь Sè, Jiè, палл. Сэ, Цзе) — кинофильм, эротическая шпионская историческая драма режиссёра Энга Ли, снятая по одноимённому рассказу китайской писательницы Чжан Айлин. Слоган фильма «The trap is set» («Капкан поставлен»). Мировая премьера состоялась 30 августа 2007 года (в России 15 ноября 2007).
В основу сюжета была положена реальная история Чжэн Пинжу.

## Сюжет
1940 год, часть территории Китая оккупирована японскими войсками и управляется марионеточным правительством.
Группа молодых студентов с успехом играет патриотические пьесы на сцене университетского театра, но они мечтают и о том, чтобы действительно внести свой вклад в борьбу за освобождение Китая. Им представляется шанс, когда из Шанхая в Гонконг приезжает влиятельный чиновник господин И (Yi, Тони Люн Чу Вай), в чьём ведении находится борьба с протестом против поддерживаемого Японией правительства. Молодые актёры решают воспользоваться своим искусством и убить господина И, который воплощает зло прояпонской власти.
Привлекательная Цзячжи (Тан Вэй) выдаёт себя за жену успешного предпринимателя, миссис Мак, и знакомится с семьёй господина И. Её цель — заманить предателя в ловушку, где остальные члены группы смогли бы свершить правосудие. Пока вчерашние актёры проводят каникулы, учась стрелять и готовясь к убийству, Цзячжи, исполняя самую сложную в своей жизни роль, учится искусству интриг и обольщения. Ей почти удаётся соблазнить господина И, кажется, он уже готов сделать её любовницей, но он очень недоверчив и осторожен. Внезапно без предупреждения семья И возвращается в Шанхай, операция проваливается, группа раскрыта и её члены, совершив убийство, вынуждены бежать.
Проходят годы, потерпевшая сокрушительное поражение группа скрывается. Цзячжи возвращается в дом тёти в Шанхае, потеряв волю к жизни и интерес к учёбе. Единственная её надежда — покинуть Китай, уехав на обучение в Англию, куда уже эмигрировал её отец, но этому не суждено сбыться — она получает известие, что он не сможет оплатить её обучение. И вот в её судьбе вновь появляется бывший товарищ по театру Куан Юйминь (Ван Лихун), уже однажды втянувший друзей в шпионскую авантюру. Теперь он член настоящей подпольной организации, которая борется против японских оккупационных властей. Цзячжи нужна им вновь в качестве миссис Мак, как шанс подобраться к мистеру И, теперь начальнику тайной полиции, недосягаемому более чем прежде. Взамен, в случае успеха операции — её обещают переправить в Англию.
Миссис Мак, приезжая из Гонконга в Шанхай, просит приюта у семьи И, с которой подружилась 3 года назад. Её цель — подобраться к господину И насколько возможно близко, собирать сведения, необходимые группе, и готовить для него ловушку, которая захлопнется только тогда, когда посчитает нужным руководство. Она хочет завладеть его сердцем, но всё происходит наоборот. Ей удаётся смягчить жёсткого и властного господина И в постели, но ценой собственной души. Все больше она чувствует, что он «словно червь пробирается все глубже и глубже в её сердце». Группа всё медлит с уничтожением мистера И, а Цзячжи окончательно вживается в свою роль. В решающий момент она более не в силах противиться своим чувствам, сдаётся и предупреждает господина И о ловушке ценой собственной жизни и жизней своих сообщников.
Кажется, господин И действительно мог полюбить Мак, но работа остаётся важнее. Всех членов подпольной группы и «госпожу Мак» расстреливают.

## Подбор актёров
- Тони Люн Чу Вай — господин И
- Тан Вэй — Ван Цзячжи / госпожа Мак
- Джоан Чэнь — госпожа И
- Ван Лихун — Куан Юйминь
- То Цзунхуа — Старый У
- То Цзунхуа — господин Мак

В процессе поиска актрисы на главную роль режиссёрская команда рассмотрела массу кандидатур — от выпускниц актёрских курсов до уже известных актрис. Поскольку подготовка к фильму проходила в строгой секретности, соискательницы не знали ни того, в каком фильме им предстоит играть, ни того, кто является его режиссёром. Им был предложен сценарий с похожей сюжетной линией, что касается режиссёра, то было известно, что это «крупная величина».
Первая помощница режиссёра Розетта Нг вспоминала: «Когда Энг Ли впервые описывал мне госпожу Мак, он сказал: „Я возьму то, что не захотят другие“. Как ни странно, я поняла, что он имел в виду: никаких овальных лиц, большеглазых Барби, никаких сухопарых манекенщиц». Поиск актрисы на главную женскую роль занял несколько месяцев. Окончательный этап кастинга проходил в Пекине, где режиссёрская группа наконец нашла нужную актрису. Первую встречу с будущей исполнительницей роли госпожи Ма Розетта Нг описывала так: 
|  | Она приехала на велосипеде. Прямые чёрные волосы, футболка, джинсы, теннисные туфли. Простая, как студентка. Абсолютно непритязательная внешность, она могла легко раствориться в море сотен других лиц, но, тем не менее, мы её заметили. Когда мы пригласили эту простую девочку прочесть пару реплик, она абсолютно преобразилась. Она продемонстрировала нам ту классическую элегантность, которую сложно встретить в наши дни, а также сложный, непроницаемый характер. Её звали Тан Вэй и после долгих месяцев поиска мы чувствовали себя так, как чувствовал себя Старый У, когда она спускалась из-за кулис, — наконец мы встретили „настоящую“ госпожу Мак.Розетта Нг |

## Награды и номинации
| Награды   | Награды                    | Награды                    | Награды          |
| Год       | Премия                     | Категория                  | Лауреат          |
| --------- | -------------------------- | -------------------------- | ---------------- |
| 2007      | Золотая лошадь             | Лучший актёр               | Тони Люн Чу Вай  |
| 2007      | Золотая лошадь             | Лучший режиссёр            | Энг Ли           |
| 2007      | Золотая лошадь             | Лучший фильм               |                  |
| 2007      | Золотая лошадь             | Лучший дизайн костюмов     | Ли Пан           |
| 2007      | Золотая лошадь             | Лучшая музыка              | Александр Деспла |
| 2007      | Satellite Awards           | Лучший иностранный фильм   |                  |
| 2007      | Венецианский кинофестиваль | Золотой лев                | Энг Ли           |
| Номинации |                            |                            |                  |
| Год       | Премия                     | Категория                  | Номинант         |
| 2007      | Satellite Awards           | Лучший режиссёр            | Энг Ли           |
| 2007      | Золотой глобус             | Лучший иностранный фильм   |                  |
| 2007      | BAFTA                      | Лучший дизайн костюмов     | Ли Пан           |
| 2007      | BAFTA                      | Лучший иностранный фильм   |                  |
| 2007      | Венецианский кинофестиваль | Лучшая операторская работа | Родриго Прието   |
| 2007      | Независимый дух            | Лучшая операторская работа | Родриго Прието   |
| 2007      | Независимый дух            | Лучшая мужская роль        | Тони Люн Чу Вай  |
| 2007      | Независимый дух            | Лучшая женская роль        | Тан Вэй          |

Кроме того, фильм был заявлен от Тайваня на премию «Оскар» за лучший фильм на иностранном языке, однако оказался дисквалифицирован AMPAS за недостаточное представительство граждан Тайваня среди ключевого персонала фильма.

## Рецензии
- Васильев А. Рецензия на фильм «Вожделение» // Афиша (31 октября 2007 г.). — 28.09.2008.
- Кенигсберг Б. «Вожделение» (рецензия) // «TimeOut Москва» (8 ноября 2007 г.) (недоступная ссылка). — 28.09.2008.
- Куланин Р. Вожделение: Китай близко // КиноКадр. Ру (18 ноября 2007 г.). — 28.09.2008.